# Belo sur Mer
Belo sur Mer is een plaats en gemeente in Madagaskar gelegen in het district Morondava van de regio Menabe. Er woonden bij de volkstelling in 2001 ongeveer 8000 mensen.
In de plaats is basisonderwijs en voortgezet onderwijs voor jongeren beschikbaar. Ook vindt er op industriële schaal mijnbouw plaats. 60% van de bevolking is landbouwer. Het belangrijkste gewas is mais, maar er worden ook zoete aardappelen en limabonen verbouwd. 10% van de bevolking is werkzaam in de industriesector en 30% van de bevolking houdt zich bezig met visserij.

## Foto's

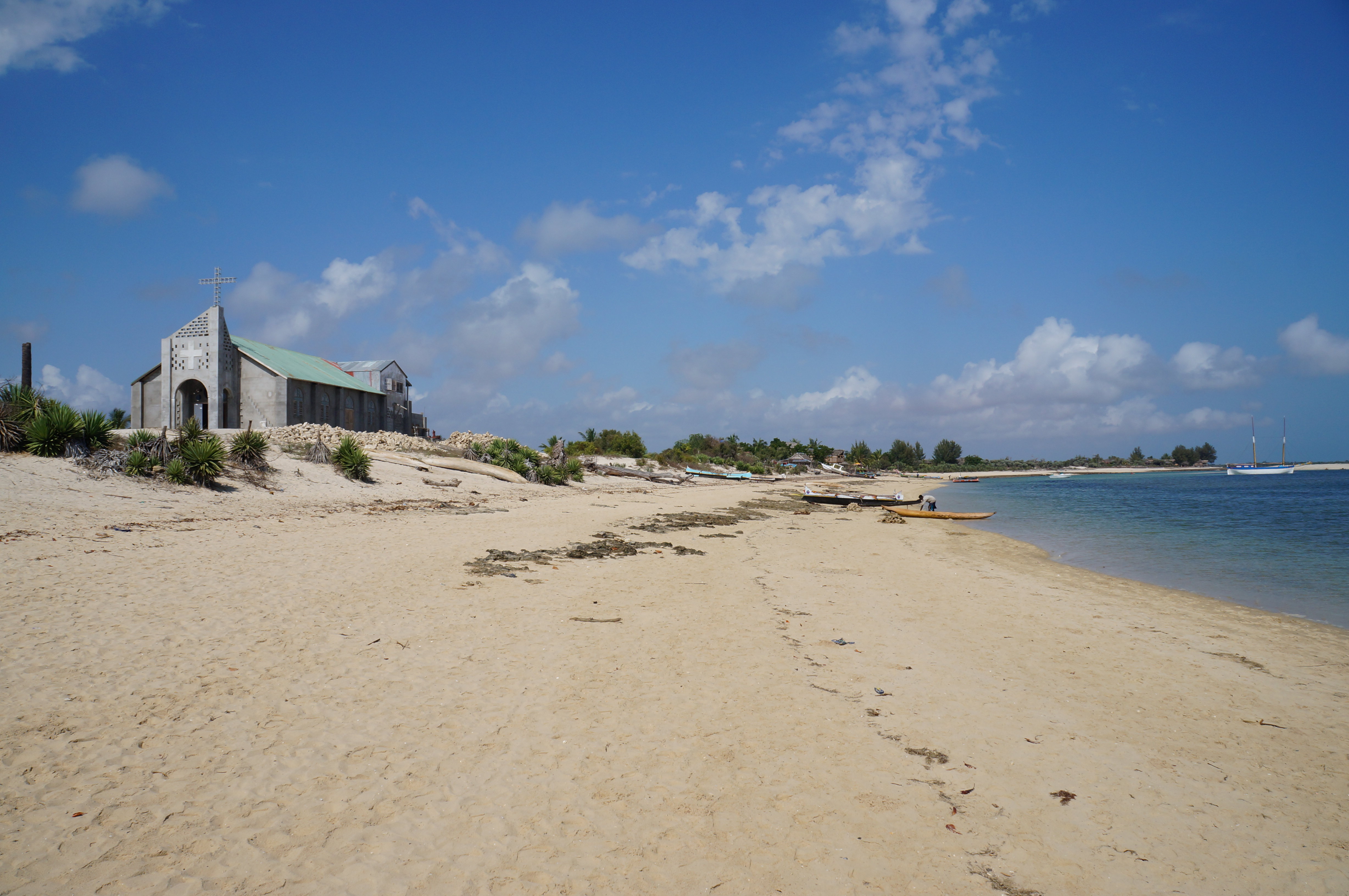
Strand en kerk
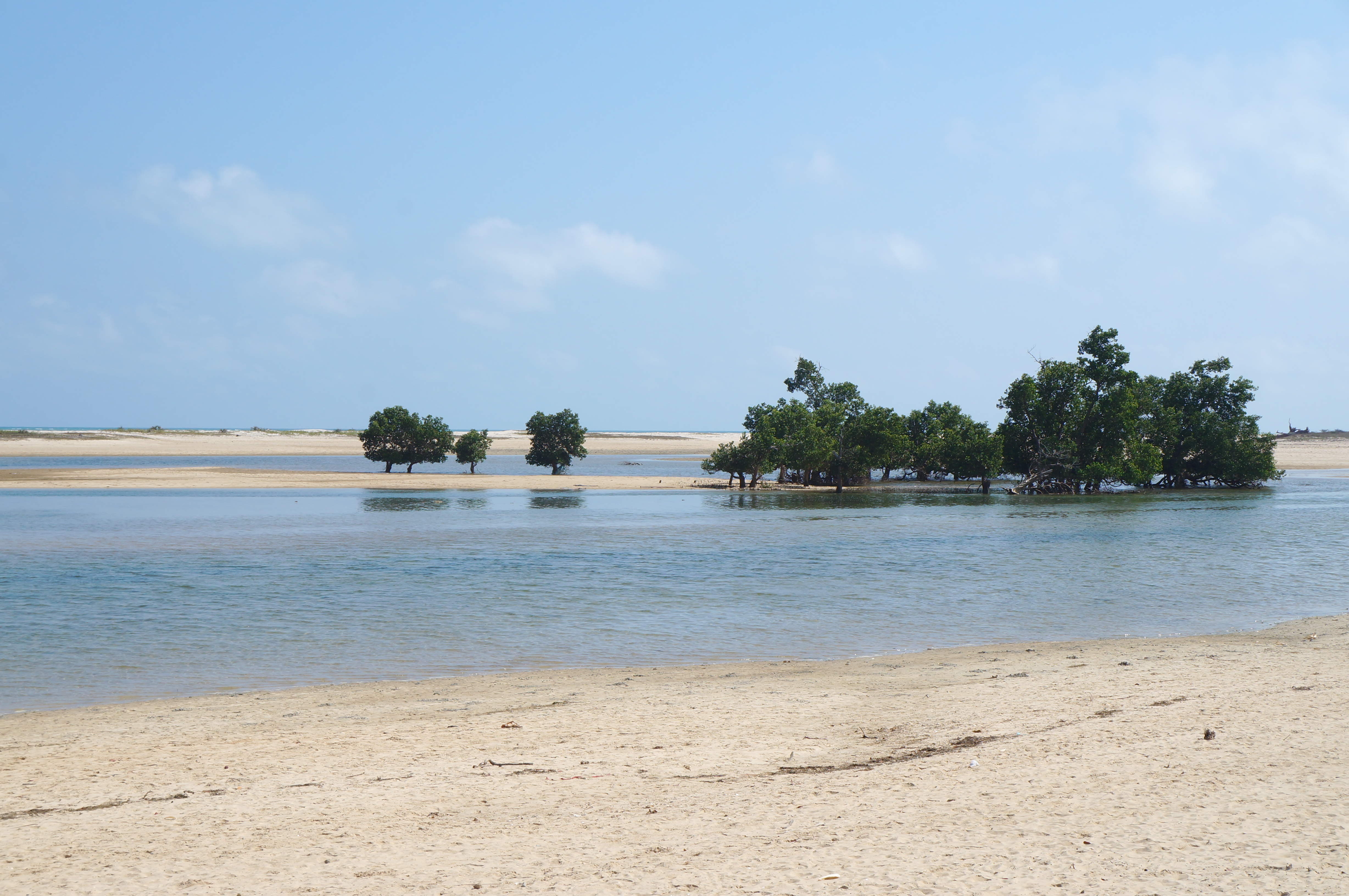
Mangroves
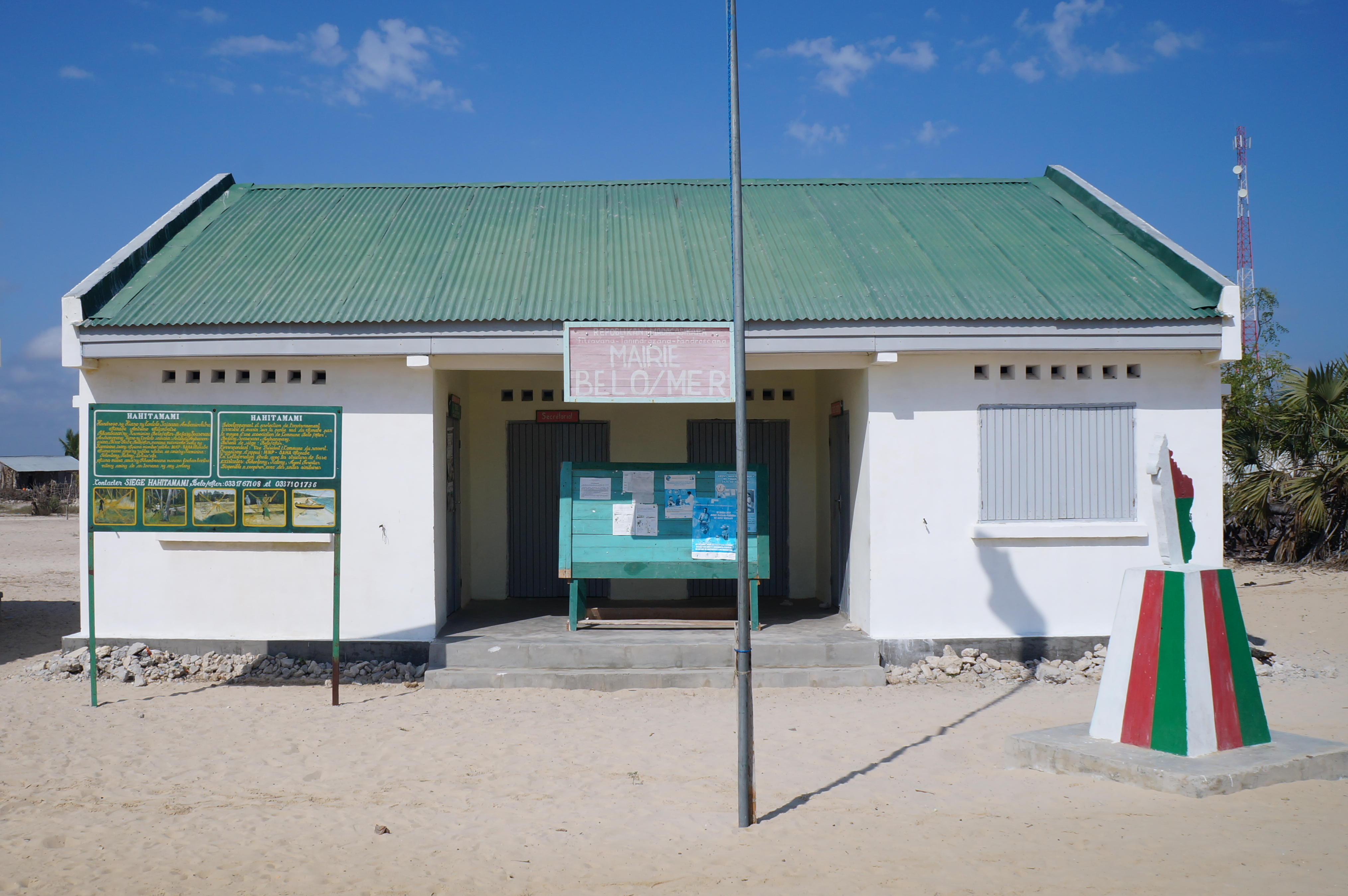
Gemeentehuis
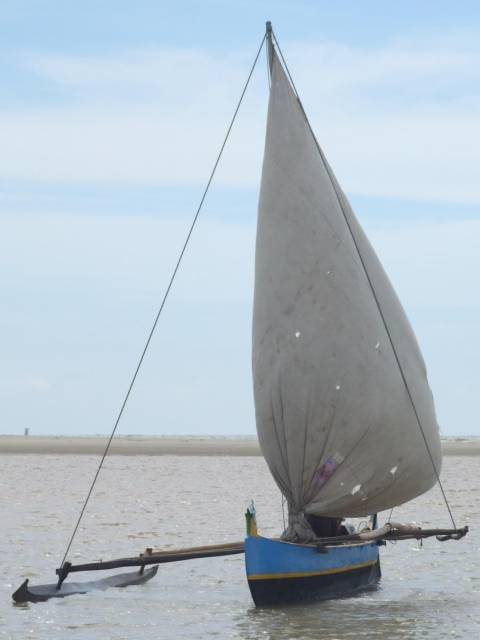
Boot